# Szojuz T–10–1
Szojuz T–10–1 1983. szeptember 26-án a Szaljut–7 űrállomásra készült személyzetet szállítani, lecserélni az elöregedett Szojuz T–9 űrhajót. Azonban ez egy sikertelen Szojuz-küldetés lett. A hordozórakéta a kilövőálláson megsemmisült. Az űrszonda menekülési rendszere hat másodperccel a hordozórakéta felrobbanása előtt beindította a rakéta orrában felszerelt mentőrakétát, megmentve a legénységet. Ez volt a 70. repülés a szovjet Szojuz programban.

## Küldetés
A Szojuz T–10 űrhajót 1983. szeptember 26-án Bajkonuri űrrepülőtér, a Gagarin-indítóállásából (SZK–1) tervezték indítani. A Szojuz–U hordozórakéta indítását követően az egyik hajtómű gázgenerátorához vezető üzemanyagcsőben lévő szelep meghibásodása miatt tűz keletkezett, ami gyorsan terjedve a rakéta robbanásához vezetett. A robbanás előtti pillanatokban a 12. másodpercben beindították a rakéta orrában felszerelt mentőrakétát. A sikeresen végrehajtott mentés során az űrhajósokra 13-16 g, azaz 137–167 m/s² gyorsulás hatott 5 másodpercen keresztül. A mentőrakéta eltávolodását követő 2 másodpercben felrobbant a hordozórakéta. A személyzet 4 kilométerrel a robbanás helyétől a leszálló modulban, ejtőernyővel ért Földet. A mentőrepülés 5 percig és 30 másodpercig tartott. Az űrhajósokat részletes orvosi vizsgálatnak vetették alá, de sérülést, károsodást nem állapítottak meg. A kilövőállomásnál keletkezett tüzet a tűzoltók, a vegyi mentesítők 20 óra megfeszített munkával tudták kármentesíteni.
A Szojuz-program során a Szojuz–10–1 indítását megelőzően csak egyszer, a Szojuz–18A startjánál volt szükség a mentőrakéta használatára.

## Személyzet
- Vlagyimir Georgijevics Tyitov parancsnok
- Gennagyij Mihajlovics Sztrekalov kutató-pilóta